# Istmina
Istmina es un municipio de Colombia ubicado en el departamento de Chocó, más concretamente de la Subregión de San Juan, donde es capital. Fue fundado en 1834 por Juan Nepomuceno Mosquera, inicialmente con el nombre de San Pablo, el cual fue cambiado en 1903 por su nombre actual. 
Su extensión es de 2480 km² y cuenta con una temperatura promedio de 25.9 ℃. Se encuentra a 75 km de la capital del departamento, Quibdó, y a 79 m s. n. m.  Istmina se encuentra localizado en 87% aproximadamente sobre la cuenca media del río San Juan, y el restante 13% sobre la cuenca del río Atrato.

## Toponimia
La palabra Istmina se forma de la contracción de las palabras Istmo y Mina, dos características del área en el cual fue fundado. 

## División Político-Administrativa
Además de su Cabecera municipal. Istmina tiene bajo su jurisdicción los siguientes Centros poblados:
- Basurú
- Carmelita
- Chigorodó (Puerto Salazar)
- Juana Marcela
- Paitó
- Playa Grande
- Primavera
- Primera Mojarra
- San Antonio
- Suruco Santa Mónica

#### Resguardos indígenas
- Unión Chocó-San Cristóbal
- Puadó-Mataré-La Lerma

## Historia
En 1784, la Corona española le concedió a la señora doña María Rosalía Urrutia los títulos sobre los terrenos que ella denominó Minas de San Juan Evangelista, ubicados en la margen izquierda del río San Juan, frente a la población actual (terrenos que actualmente llevan el nombre de Cubis). La señora Urrutia estableció en el lugar un campamento minero con más de 200 esclavos africanos. El primer caserío que se formó fue Boca de San Pablo, que pasó a ser propiedad del señor José Rafael Mosquera, oriundo de Popayán. Luego de la Independencia de la Nueva Granada, los terrenos pasaron a formar parte del Cantón de San Pablo. El municipio fue fundado oficialmente el 8 de marzo de 1834 por Juan Nepomuceno Mosquera, con el nombre de San Pablo, hasta que en 1903 se cambió por el nombre actual.

## Geografía

### Límites del Municipio de Istmina
El municipio de Istmina hace parte de los 31 municipios del departamento del Chocó y de los 13 municipios de la Región del San Juan, Localizado en la parte del departamento del Chocó, presente un área recalculado, según los Sistemas de Información Geográfica SIG en la proyección Manga Colombia Oeste de 187.553,28ha (1.875,5328Km2), según la versión de la fuente del IGAC del año 2017. Como dato estadístico Istmina presenta un área muy parecido a los municipios de Cáceres y Yondó del departamento de Antioquia.
- Norte: El Cantón del San Pablo, Unión Panamericana y tadó
- Sur: El Litoral del San Juan y un sector de Bajo Baudó
- Oeste: Medio Baudó y Bajo Baudó
- Este: Río Iró, Medio San Juan y tramo de Sipí

## Economía
- Agricultura. (Plátano, arroz, maíz, yuca y frutas)
- Pesca.
- Minería. (Plata, oro y platino)
- Comercio.

## Sitios turísticos
- Río San Juan
- Farallones de las Mojarras

#### Sitios de recreación y ocio
- Estadero Curúngano.
- Estadero La Meca.
- El Salto.
- El Saltico (Basurú)
- África.
- centro recreativo la esmeralda "Finca de Ñame"
- Villa Barú
- Campestre Hotel Tolón

## Festividades
- Fiesta de la Virgen de las Mercedes (del 10 al 24 de septiembre).
- Fiesta de Chigorodó del 3 al 6 de enero
- Fiesta de suruco Santa Mónica del 6 al 8 de diciembre